# Regione di Andijan
La regione di Andijan (in usbeco: Andijon viloyati) è un viloyat, regione dell'Uzbekistan, situata nell'estremo est del paese, ai confini con il Kirghizistan; Andijon è la regione più densamente popolata del paese.

## Geografia fisica

### Clima
Il clima è tipicamente continentale con temperature estremamente diverse tra l'inverno e l'estate.

## Economia
Nel territorio sono presenti risorse naturali come giacimenti di petrolio, gas naturale, ozokerite e calcare. Analogamente ad altre zone dell'Uzbekistan, la regione è famosa per i suoi dolcissimi meloni e angurie, ma le coltivazioni possono essere effettuate esclusivamente su terre irrigate; altri importanti prodotti agricoli sono il cotone, cereali, viticultura, allevamento di bovini e verdura.
Tra le industrie si annoverano la lavorazione di metalli, industrie chimiche, industria leggera, impianti di lavorazione del cibo. È da rimarcare che ad Asaka è stato aperto il primo stabilimento automobilistico dell'Asia centrale dalla joint venture uzbeko-coreana UzDaewoo, che produce le autovetture Nexia e Tico cars assieme ai minibus Damas.

## Geografia antropica

### Suddivisioni amministrative
La regione di Andijan è suddivisa in quattordici distretti (tuman) amministrativi elencati nella tabella più 5 città subordinate direttamente alla regione: Andijan, Asaka, Xonobod, Shahrixon e Qorasuv.

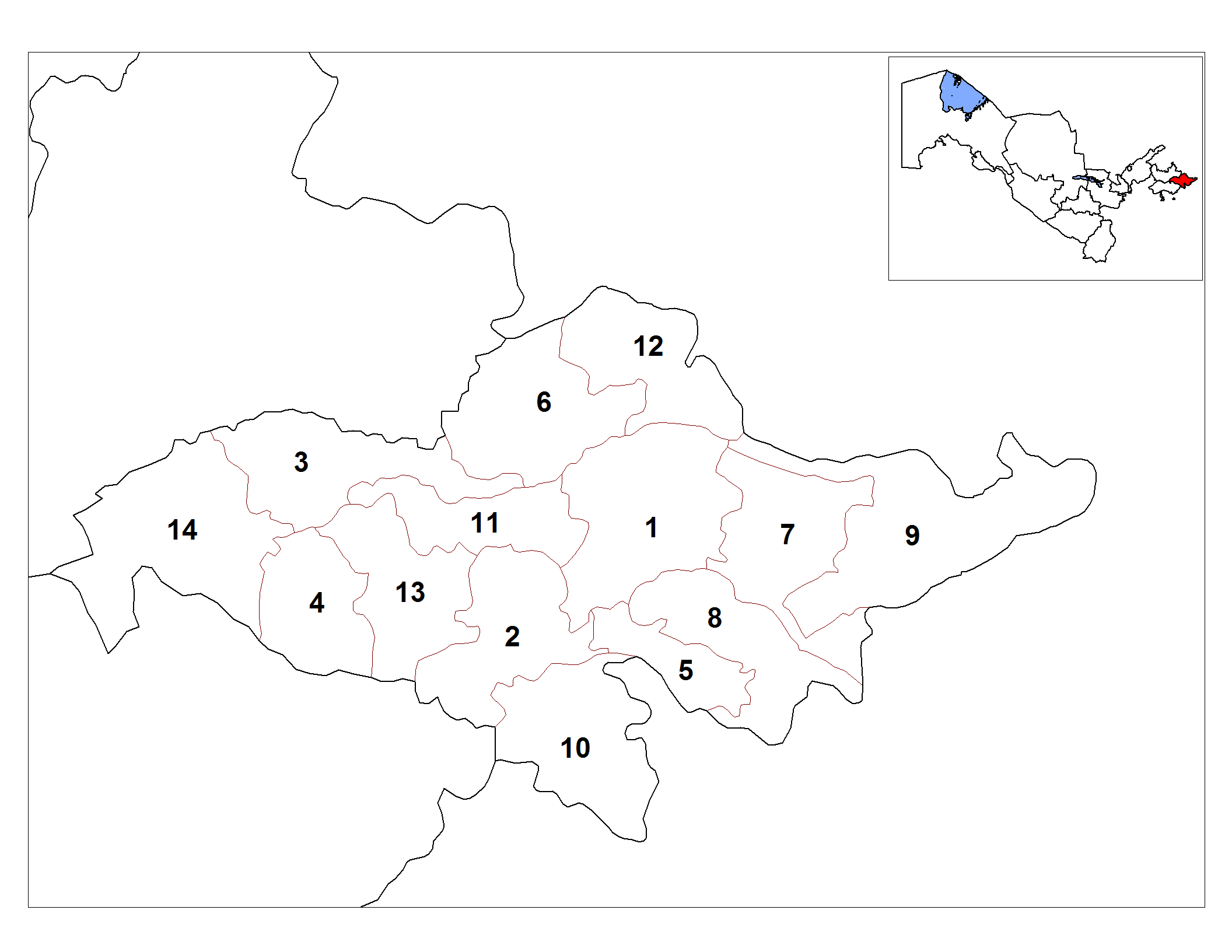
Distretti della regione di Andijan

| N  | Distretto               | Capoluogo   |
| -- | ----------------------- | ----------- |
| 1  | Distretto di Andijan    | Kuyganyar   |
| 2  | Distretto di Asaka      | Asaka       |
| 3  | Distretto di Baliqchi   | Baliqchi    |
| 4  | Distretto di Boz        | Boz         |
| 5  | Distretto di Buloqboshi | Buloqboshi  |
| 6  | Distretto di Izboskan   | Paytug      |
| 7  | Distretto di Jalalkuduk | Akhunbabaev |
| 8  | Distretto di Khodjaobod | Khodjaobod  |
| 9  | Distretto di Kurgontepa | Kurgontepa  |
| 10 | Distretto di Marhamat   | Marhamat    |
| 11 | Distretto di Oltinkol   | Oltinkol    |
| 12 | Distretto di Pakhtaabad | Pakhtaabad  |
| 13 | Distretto di Shakhrihon | Shakhrihon  |
| 14 | Distretto di Ulygnor    | Okoltin     |